# Isaura (série télévisée, 2004)
Pour les articles homonymes, voir Isaura.
Isaura (titre original en portugais : A Escrava Isaura) est une telenovela brésilienne diffusée du 18 novembre 2004 au 29 avril 2005 sur le réseau de télévision RecordTV.
En Afrique et en France, elle a été diffusée sur Nina Novelas
Adaptation d'une série télévisée brésilienne homonyme diffusée dans les années 1970 sur le réseau concurrent Rede Globo, elle-même adaptation du roman abolitionniste L'Esclave Isaura de Bernardo Guimarães, le film raconte l'histoire d'Isaura, fille d'esclave élevée dans un environnement aisé par une riche propriétaire terrienne, dans le Brésil du XIXe siècle.

## Distribution
| Acteur            | Personnage                 |
| ----------------- | -------------------------- |
| Bianca Rinaldi    | Isaura dos Anjos (Elvira)  |
| Théo Becker       | Álvaro Mendonça            |
| Leopoldo Pacheco  | Leôncio Almeida            |
| Patrícia França   | Rosa Cunha Almeida         |
| Renata Dominguez  | Branca Villela             |
| Rubens de Falco   | Comendador Almeida         |
| Norma Blum        | Gertrudes                  |
| Paulo Figueiredo  | Coronel Sebastião Cunha    |
| Maria Ribeiro     | Malvina Cunha Almeida      |
| Mayara Magri      | Tomásia Albuquerque        |
| Jackson Antunes   | Miguel dos Anjos           |
| Ewerton de Castro | Belchior                   |
| Chica Lopes       | Joaquina                   |
| Ivan de Almeida   | João                       |
| Fernanda Nobre    | Helena Cunha               |
| André Fusko       | Gabriel Albuquerque        |
| Gabriel Gracindo  | Henrique Cunha             |
| Déo Garcez        | André                      |
| Miriam Mehler     | Gioconda Albuquerque       |
| Jonas Mello       | Seu Chico (Francisco)      |
| Sylvia Bandeira   | Perpétua Mendonça          |
| Maria Cláudia     | Serafina                   |
| Cláudio Curi      | Martinho                   |
| Lugui Palhares    | dr. Diogo                  |
| Caio Junqueira    | Geraldo Villela            |
| Fábio Junqueira   | dr. Paulo Pereira          |
| Lígia Fagundes    | Flor-de-Lís                |
| Daniel Alvim      | Rosauro                    |
| Daniela Duarte    | Violeta                    |
| Thaís Lima        | Margarida                  |
| Rômulo Delduque   | Raimundo                   |
| Aldine Müller     | Estela Villela             |
| Matheus Palota    | Pedrinho                   |
| Bárbara Garcia    | Nipalesa (Moleca)          |
| Rodrigo Zanardi   | sargento Aloísio Guimarães |
| Christovam Neto   | Bernardo                   |
| Ailene Gouveia    | Gisela                     |
| Rayana Vidal      | Isaura dos Anjos (enfant)  |
| Lucas Pappi       | Leôncio Almeida (enfant)   |
| Odilon Wagner     | comandante Santana         |

## Diffusion internationale
| Pays      | Chaîne             | Titre             | Série première   |
| --------- | ------------------ | ----------------- | ---------------- |
| Brésil    | Rede Record        | A Escrava Isaura  | 18 novembre 2004 |
| Cuba      | Cubavisión         | La Esclava Isaura |                  |
| Chili     | Chilevisión        | La Esclava Isaura | 2 janvier 2006   |
| Chili     | TVN                | La Esclava Isaura | 2012             |
| Argentine | Telefe             | La Esclava Isaura |                  |
| Pérou     | América Televisión | La Esclava Isaura |                  |
| Panama    | Tele7              | La Esclava Isaura |                  |
| Panama    | RPC Televisión     | La Esclava Isaura |                  |
| Équateur  | Ecuavisa           | La Esclava Isaura |                  |

## Versions
- Isaura (1976), produit par Rede Globo; avec Lucélia Santos.